# Liste des matchs de l'équipe du Bénin de football par adversaire
Cette liste présente les matchs de l'équipe du Bénin de football par adversaire rencontré.
- Haut – A
- B
- C
- D
- E
- F
- G
- H
- I
- J
- K
- L
- M
- N
- O
- P
- Q
- R
- S
- T
- U
- V
- W
- X
- Y
- Z

## A

### Algérie
| Date            | Lieu           | Match           | Score | Compétition       |
| 8 avril 1983    | Alger, Algérie | Algérie - Bénin | 6-2   | Eliminatoires CAN |
| 24 avril 1983   | Cotonou, Bénin | Bénin - Algérie | 1-1   | Eliminatoires CAN |
| 23 février 1997 | Cotonou, Bénin | Bénin - Algérie | 1-1   | Eliminatoires CAN |
| 27 juillet 1997 | Alger, Algérie | Algérie - Bénin | 2-0   | Eliminatoires CAN |
| 14 janvier 2002 | Alger, Algérie | Algérie - Bénin | 4-0   | Amical            |
| 11 février 2009 | Blida, Algérie | Algérie - Bénin | 2-1   | Amical            |

#### Bilan
- Total de matchs disputés : 6
- Victoires de l'équipe d'Algérie : 4
- Victoires de l'équipe du Bénin : 0
- Matchs nuls : 2

### Angola
| Date             | Lieu          | Match          | Score | Compétition                                 |
| 10 décembre 1987 | Luanda Angola | Angola - Bénin | 0-0   | Match amical                                |
| 2 août 1998      | Cotonou Bénin | Bénin - Angola | 2-1   | Qualifications pour la Coupe d'Afrique 2000 |
| 16 août 1998     | Luanda Angola | Angola - Bénin | 2-0   | Qualifications pour la Coupe d'Afrique 2000 |
| 1er juin 2008    | Luanda Angola | Angola - Bénin | 3-0   | Qualifications pour la Coupe du monde 2010  |
| 7 septembre 2008 | Cotonou Bénin | Bénin - Angola | 3-2   | Qualifications pour la Coupe du monde 2010  |

#### Bilan
- Total de matchs disputés : 5
- Victoires de l'équipe d'Angola : 2
- Victoires de l'équipe du Bénin : 2
- Match nul : 1

## C

### Cameroun

#### Confrontations
Confrontations entre le Cameroun et le Dahomey puis le Bénin :
|   | Date            | Lieu     | Match              | Score | Compétition                                                         |
| - | --------------- | -------- | ------------------ | ----- | ------------------------------------------------------------------- |
| 1 | 31 janvier 1964 | Douala   | Cameroun - Dahomey | 2-4   | Match amical                                                        |
| 2 | 30 août 1992    | Yaoundé  | Cameroun - Bénin   | 4-0   | Qualifications à la Coupe d'Afrique des nations 1994 (gr. 1)        |
| 3 | 11 juillet 1993 | Cotonou  | Bénin - Cameroun   | 0-3   | Qualifications à la Coupe d'Afrique des nations 1994 (gr. 1)        |
| 4 | 25 janvier 2001 | Cotonou  | Bénin - Cameroun   | 1-3   | Match amical                                                        |
| 5 | 6 juin 2004     | Yaoundé  | Cameroun - Bénin   | 2-1   | Phase qualificative de la Coupe du monde 2006 (zone Afrique, gr. 3) |
| 6 | 4 juin 2005     | Cotonou  | Bénin - Cameroun   | 1-4   | Phase qualificative de la Coupe du monde 2006 (zone Afrique, gr. 3) |
| 7 | 2 juillet 2019  | Ismaïlia | Bénin - Cameroun   | 0-0   | Coupe d'Afrique des nations 2019 (gr. F)                            |

#### Bilan
Au 4 juillet 2019 :
- Total de matchs disputés : 7
- Victoires du Cameroun : 5
- Matchs nuls : 1
- Victoires du Bénin : 1
- Total de buts marqués par le Cameroun : 16
- Total de buts marqués par le Bénin : 7

## E

### Émirats arabes unis

#### Confrontations
Confrontations entre les Émirats arabes unis et le Bénin :
|   | Date              | Lieu      | Match                       | Score | Compétition  |
| - | ----------------- | --------- | --------------------------- | ----- | ------------ |
| 1 | 23 septembre 2005 | Abou Dabi | Émirats arabes unis - Bénin | 0-0   | Match amical |
| 2 | 17 novembre 2007  | Accra     | Bénin - Émirats arabes unis | 1-0   | Match amical |

#### Bilan
Au 12 avril 2019 :
- Total de matchs disputés : 2
- Victoires des Émirats arabes unis : 0
- Matchs nuls : 1
- Victoires du Bénin : 1
- Total de buts marqués par les Émirats arabes unis : 0
- Total de buts marqués par le Bénin : 1

## G

### Ghana

#### Confrontations
Confrontations entre le Ghana et le Dahomey puis le Bénin, :
|    | Date              | Lieu        | Match           | Score | Compétition                                                           |
| -- | ----------------- | ----------- | --------------- | ----- | --------------------------------------------------------------------- |
| 1  | 8 juillet 1967    | Cotonou     | Dahomey - Ghana | 2-1   | Match amical                                                          |
| 2  | 22 septembre 1968 | Accra       | Ghana - Dahomey | 3-0   | Match amical                                                          |
| 3  | 18 juin 1972      | Cotonou     | Dahomey - Ghana | 0-5   | Tours préliminaires à la Coupe du monde 1974 (zone Afrique, 1er tour) |
| 4  | 2 juillet 1972    | Kumasi      | Ghana - Dahomey | 5-1   | Tours préliminaires à la Coupe du monde 1974 (zone Afrique, 1er tour) |
| 5  | 19 juillet 1981   | Cotonou     | Bénin - Ghana   | 1-2   | Match amical                                                          |
| 6  | 13 février 1982   | Cotonou     | Bénin - Ghana   | 0-4   | Coupe d'Afrique de l'Ouest des nations 1982 (en) (gr. 1)              |
| 7  | 27 novembre 1984  | Ouagadougou | Ghana - Bénin   | 3-1   | Coupe d'Afrique de l'Ouest des nations 1984 (en) (1er tour)           |
| 8  | 13 janvier 1991   | Accra       | Ghana - Bénin   | 4-0   | Qualifications à la Coupe d'Afrique des nations 1992 (gr. 4)          |
| 9  | 28 juillet 1991   | Cotonou     | Bénin - Ghana   | 0-0   | Qualifications à la Coupe d'Afrique des nations 1992 (gr. 4)          |
| 10 | 24 décembre 1996  | Cotonou     | Bénin - Ghana   | 1-1   | Match amical                                                          |
| 11 | 26 janvier 2003   | Kumasi      | Ghana - Bénin   | 3-0   | Match amical                                                          |
| 12 | 15 février 2003   | Cotonou     | Bénin - Ghana   | 1-0   | Match amical                                                          |
| 13 | 21 novembre 2007  | Accra       | Ghana - Bénin   | 4-2   | Match amical                                                          |
| 14 | 29 mars 2009      | Kumasi      | Ghana - Bénin   | 1-0   | Éliminatoires de la Coupe du monde 2010 (zone Afrique, gr. D)         |
| 15 | 11 octobre 2009   | Cotonou     | Bénin - Ghana   | 1-0   | Éliminatoires de la Coupe du monde 2010 (zone Afrique, gr. D)         |
| 16 | 25 mai 2017       | Accra       | Ghana - Bénin   | 1-1   | Match amical                                                          |
| 17 | 25 juin 2019      | Ismaïlia    | Ghana - Bénin   | 2-2   | Coupe d'Afrique des nations 2019 (gr. F)                              |

#### Bilan
Au 30 juin 2019 :
- Total de matchs disputés : 17
- Victoires du Ghana : 10
- Matchs nuls : 4
- Victoires du Bénin : 3
- Total de buts marqués par le Ghana : 39
- Total de buts marqués par le Bénin : 12

### Guinée-Bissau

#### Confrontations
Confrontations entre la Guinée-Bissau et le Bénin :
|   | Date            | Lieu     | Match                 | Score | Compétition                              |
| - | --------------- | -------- | --------------------- | ----- | ---------------------------------------- |
| 1 | 3 novembre 2001 | Bamako   | Bénin - Guinée-Bissau | 2-7   | Match amical                             |
| 2 | 29 juin 2019    | Ismaïlia | Bénin - Guinée-Bissau | 0-0   | Coupe d'Afrique des nations 2019 (gr. F) |

#### Bilan
Au 30 juin 2019 :
- Total de matchs disputés : 2
- Victoires de la Guinée-Bissau : 1
- Matchs nuls : 1
- Victoires du Bénin : 0
- Total de buts marqués par la Guinée-Bissau : 7
- Total de buts marqués par le Bénin : 2

## M

### Maroc

#### Confrontations
Confrontations entre le Maroc et le Bénin :
|   | Date             | Lieu     | Match         | Score           | Compétition                                                         |
| - | ---------------- | -------- | ------------- | --------------- | ------------------------------------------------------------------- |
| 1 | 25 octobre 1992  | Cotonou  | Bénin - Maroc | 0-1             | Tours préliminaires à la Coupe du monde 1994 (zone Afrique - gr. F) |
| 2 | 31 janvier 1993  | Rabat    | Maroc - Bénin | 5-0             | Tours préliminaires à la Coupe du monde 1994 (zone Afrique - gr. F) |
| 3 | 31 janvier 2004  | Sfax     | Maroc - Bénin | 4-0             | Coupe d'Afrique des nations 2004 (gr. D)                            |
| 4 | 20 août 2008     | Rabat    | Maroc - Bénin | 3-1             | Match amical                                                        |
| 5 | 13 novembre 2014 | Agadir   | Maroc - Bénin | 6-1             | Match amical                                                        |
| 6 | 5 juillet 2019   | Le Caire | Maroc - Bénin | 1-1 (tab : 1-4) | Coupe d'Afrique des nations 2019 (1/8 de finale)                    |

#### Bilan
Au 7 juillet 2019 :
- Total de matchs disputés : 6
- Victoires du Maroc : 5
- Matchs nuls : 1
- Victoires du Bénin : 0
- Total de buts marqués par le Maroc : 20
- Total de buts marqués par le Bénin : 3

## S

### Sénégal

#### Confrontations
Confrontations entre le Sénégal et le Bénin :
|   | Date            | Lieu        | Match           | Score | Compétition                                                            |
| - | --------------- | ----------- | --------------- | ----- | ---------------------------------------------------------------------- |
| 1 | 31 janvier 1982 | Dakar       | Sénégal - Bénin | 1-0   | Match amical                                                           |
| 2 | 9 avril 2000    | Cotonou     | Bénin - Sénégal | 1-1   | Tours préliminaires à la Coupe du monde 2000 (zone Afrique - 1er tour) |
| 3 | 23 avril 2000   | Dakar       | Sénégal - Bénin | 1-0   | Tours préliminaires à la Coupe du monde 2000 (zone Afrique - 1er tour) |
| 4 | 7 février 2007  | Rouen       | Sénégal - Bénin | 2-1   | Match amical                                                           |
| 5 | 16 janvier 2008 | Ouagadougou | Bénin - Sénégal | 1-2   | Match amical                                                           |
| 6 | 10 juillet 2019 | Le Caire    | Sénégal - Bénin | 1-0   | Coupe d'Afrique des nations 2019 (1/4 de finale)                       |

#### Bilan
Au 13 juillet 2019 :
- Total de matchs disputés : 6
- Victoires du Sénégal : 5
- Matchs nuls : 1
- Victoires du Bénin : 0
- Total de buts marqués par le Sénégal : 8
- Total de buts marqués par le Bénin : 3

### Sierra Leone

#### Confrontations
Confrontations entre la Sierra Leone et le Bénin :
|   | Date             | Lieu       | Match                | Score | Compétition                                                  |
| - | ---------------- | ---------- | -------------------- | ----- | ------------------------------------------------------------ |
| 1 | 8 octobre 2006   | Cotonou    | Bénin - Sierra Leone | 2-0   | Qualifications à la Coupe d'Afrique des nations 2008 (gr. 9) |
| 2 | 12 octobre 2007  | Freetown   | Sierra Leone - Bénin | 0-2   | Qualifications à la Coupe d'Afrique des nations 2008 (gr. 9) |
| 3 | 25 novembre 2013 | Obuasi     | Sierra Leone - Bénin | 2-2   | Coupe des nations de l'UFOA 2013 (es) (gr. A)                |
| 4 | 17 novembre 2019 | Porto-Novo | Bénin - Sierra Leone | 1-0   | Qualifications à la Coupe d'Afrique des nations 2021 (gr. L) |
|   | 9 novembre 2020  |            | Sierra Leone - Bénin |       | Qualifications à la Coupe d'Afrique des nations 2021 (gr. L) |

#### Bilan
Au 22 novembre 2019 :
- Total de matchs disputés : 4
- Victoires de la Sierra Leone : 0
- Matchs nuls : 1
- Victoires du Bénin : 3
- Total de buts marqués par la Sierra Leone : 2
- Total de buts marqués par le Bénin : 7

### Soudan du Sud

#### Confrontations
Confrontations entre le Bénin et le Soudan du Sud :
|   | Date         | Lieu    | Match                 | Score | Compétition                                                  |
| - | ------------ | ------- | --------------------- | ----- | ------------------------------------------------------------ |
| 1 | 23 mars 2016 | Djouba  | Soudan du Sud - Bénin | 1-2   | Qualifications à la Coupe d'Afrique des nations 2017 (gr. C) |
| 2 | 27 mars 2016 | Cotonou | Bénin - Soudan du Sud | 4-1   | Qualifications à la Coupe d'Afrique des nations 2017 (gr. C) |

#### Bilan
Au 4 mai 2019 :
- Total de matchs disputés : 2
- Victoires du Bénin : 2
- Matchs nuls : 0
- Victoires du Soudan du Sud : 0
- Total de buts marqués par le Bénin : 6
- Total de buts marqués par le Soudan du Sud : 2